# 奈良時代天皇配偶列表
奈良時代天皇配偶列表列出奈良時代所有天皇（包括追尊天皇）的配偶，包括皇后、妃嬪及所有受臨幸的後宮女性。

## 在位天皇配偶
| 天皇     |   | 配偶       | 本名         | 職位                                                       | 在位期間                                                                                        | 備註                                                                 |
| 元明天皇 | 1 | 岡宮天皇   | 草壁         | 皇太子，結髮之夫，後追尊為岡宮御宇天皇                     | 待查                                                                                            | 天武天皇與持統天皇之子，生文武天皇、元正天皇、吉備內親王             |
| 聖武天皇 | 1 | 光明皇后   | 藤原光明子   | 結髪之妻，正室，後為夫人、皇后、皇太后                     | 天平元年8月10日-天平感宝元年7月2日 （729年9月7日-749年8月19日）                                 | 又名安宿媛，藤原不比等之女，生孝謙天皇、基王                         |
| 聖武天皇 | 2 | 縣犬養夫人 | 縣犬養廣刀自 | 夫人                                                       | 待查                                                                                            | 縣犬養唐之女，生井上內親王、不破內親王、安積親王                     |
| 聖武天皇 | 3 | 南殿夫人   | 藤原氏       | 南殿夫人                                                   | 待查                                                                                            | 藤原武智麻呂之女                                                     |
| 聖武天皇 | 4 | 橘夫人     | 橘古那可智   | 夫人                                                       | 待查                                                                                            | 橘佐為之女                                                           |
| 聖武天皇 | 5 | 北殿夫人   | 藤原氏       | 北殿夫人                                                   | 待查                                                                                            | 藤原房前之女                                                         |
| 淳仁天皇 | 1 | 廢帝後宮   | 粟田諸姊     | 正室、王妃、皇太子妃、淳仁天皇即位後位號不明               | 待查                                                                                            | 原為藤原真從妻，夫死後再嫁當時為王的淳仁天皇                         |
| 光仁天皇 | 1 | 夫人       | 井上         | 內親王，結髪之妻，正室，後為皇后、廢后、死後再恢復皇后地位 | 宝龟元年11月6日-宝龟3年3月2日 （770年11月27日-772年4月9日） 延历19年7月23日（800年8月16日）复位 | 聖武天皇之女，生酒人內親王、他戶親王                                 |
| 光仁天皇 | 2 | 高野夫人   | 高野新笠     | 夫人                                                       | 待查                                                                                            | 本姓和氏，和乙繼之女，生桓武天皇、早良親王、能登內親王、酢香手姬皇女 |
| 光仁天皇 | 3 | 藤原夫人   | 藤原產子     | 夫人                                                       | 待查                                                                                            |                                                                      |
| 光仁天皇 | 4 | 藤原夫人   | 藤原曹子     | 夫人                                                       | 待查                                                                                            | 又名曹司，藤原永手之女                                               |
| 光仁天皇 | 5 | 紀夫人     | 紀宮子       | 夫人                                                       | 待查                                                                                            | 紀稻手之女                                                           |
| 光仁天皇 | 6 | 宮人       | 尾張         | 女王、宮人                                                 | 待查                                                                                            | 湯原親王之女，生薭田親王                                             |
| 光仁天皇 | 7 | 縣犬養女嬬 | 縣犬養男耳   | 女嬬                                                       | 待查                                                                                            | 又名勇耳，生廣根諸勝                                                 |
| 光仁天皇 | 8 | 縣主宮人   | 縣主島姬     | 宮人                                                       | 待查                                                                                            | 縣主毛人之女，生彌努摩內親王                                         |

## 追尊天皇配偶
| 天皇         |   | 配偶         | 本名     | 職位                                         | 在位期間 | 備註                                           |
| 田原天皇     | 1 | 親王妃       | 多紀     | 皇女，親王妃                                 | 待查     | 天武天皇之女，生春日王                         |
| 田原天皇     | 2 | 親王紀夫人   | 紀橡姬   | 親王夫人，贈太皇太后                         | 待查     | 紀諸人之女，生難波內親王、光仁天皇             |
| 岡宮天皇     | 1 | 皇太子妃     | 阿閇     | 皇女，皇子妃、皇太子妃、皇太妃，後為元明天皇 | 待查     | 天智天皇之女，生文武天皇、元正天皇、吉備內親王 |
| 崇道盡敬皇帝 | 1 | 親王當麻妃   | 當麻氏   | 親王妃                                       | 待查     | 生船王 (日本皇族)                              |
| 崇道盡敬皇帝 | 2 | 親王當麻夫人 | 當麻山背 | 親王夫人，贈大夫人                           | 待查     | 當麻老之女，生三原王、淳仁天皇                 |